# Горішна Наталія Володимирівна
Ната́лія Володи́мирівна Горі́шна, до шлюбу Шахове́ць (нар.18 грудня 1959) — українська поетка, перекладачка, член Національної спілки письменників України з 2008 року.

## Життєпис
Народилася 18 грудня 1959 року в смт Довбиш Баранівського району Житомирської області, українка. Дитинство минуло в селищі Смотрич на Хмельниччині, що оповите загадковими легендами про Устима Кармелюка та Мелетія Смотрицького.
1983 року з червоним дипломом закінчила інженерно-оптичний факультет Чернівецького державного університету. В різний час працювала інженеркою, викладачкою, фотографкою, керівницею літературно-творчої студії.
Член НСПУ з 2008 року.
Мешкає в Черкасах.

## Літературна діяльність
Друкується з 1974 року. Поетка, перекладачка, член НСПУ з 15.12.2008 р. Авторка 22 книг (10 книг оригінальної і 10 книг перекладної поезії), а також двотомника «Вибрані твори» (загальним обсягом тисяча сторінок). 
Перекладає українською поетичні твори з англійської, польської, болгарської, російської та інших мов (усього близько 2 тис. перекладів із 200 авторів).  
Оригінальним поезіям Горішної притаманні художня філігранність, чітке дотримання канону, висока інтелектуальність і емоційність, а переклади характеризуються уважністю до оригіналів та точним відтворенням ритмоінтонаційної партитури творів. Вірші Горішної перекладено польською, англійською, болгарською, французькою  та ін., вони друкуються у вітчизняних та зарубіжних виданнях, звучать в теле і радіо ефірах.

## Нагороди
Творчість Н.В. Горішної відзначена літературними преміями:
- Лауреатка Всеукраїнської літературної премії ім. Василя Симоненка (2012) - за книгу поезій "Під сонцем серця".
- Лауреатка Всеукраїнської літературної премії ім. Олександра Олеся (2017) - за книгу поезій "Люблю".
- Лауреатка літературної премії НСПУ ім. Василя Мисика (2018) - за книгу перекладів "Срібні медальйони. Ігор-Сєверянин в перекладах Наталії Горішної".
- Лауреатка Міжнародної літературно-мистецької премії ім. Пантелеймона Куліша (2019) - за книгу поезій "Звинувачена в почуттях".
- Лауреатка літературної премії ім. Ярослава Дорошенка (2020) [Архівовано 20 січня 2021 у Wayback Machine.] - за вінок сонетів і цикли сонетів.
- Лауреатка Всеукраїнської літературної премії ім. Данила Кононенка (2021) [Архівовано 15 грудня 2021 у Wayback Machine.] - за книгу поезій "Крик дощу. Вибрані твори. Том 1. Поезія".
- Лауреатка літературної премії ім. Олекси Влизька (2022) - за книгу поезій "Крик дощу. Вибрані твори. Том 1. Поезія".
- Лауреатка Всеукраїнської літературної премії ім. Агатангела Кримського (2024) - за переклад книги поезій  Джорджа Гордона Байрона "Єврейські мелодії" (1815 р.).